# Eikenbladspin
De eikenbladspin of eikenbladwielwebspin (Aculepeira ceropegia, syn. Araneus ceropegia) is een spin uit de familie van de wielwebspinnen (Araneidae). De eikenbladspin lijkt wat betreft uiterlijk op de kruisspin maar is aan de opvallende witte, eikenbladvormige vlektekening gemakkelijk te herkennen. De spin komt in geheel Centraal-Europa algemeen voor.

## Beschrijving
De vrouwtjes worden 12 tot 14 millimeter lang terwijl de mannetjes tot 7 of 8 mm groot worden. Het kopborststuk of prosoma is donkerbruin van kleur en alleen rond de ogen duidelijk lichter gekleurd. De basiskleur is echter meestal door de sterke beharing verborgen. Het achterlijf of opisthosoma is relatief gewelfd, en smal van vorm waarbij het aan de achterzijde duidelijk is toegespitst. In de geelbruine grondkleur zit een donkere, fijne netvormige tekening en op het midden van de rug een zeer opvallende, witte lengtestreep met meervoudige sterke krommingen die naar het einde is versmald. De tekening heeft contouren die vergelijkbaar zijn met het blad van de eik, zoals de zomereik of de wintereik. De dij (femur) is bruin, de rest van de poot heeft een bandering die bestaat uit lichtere en donkere kleuren.

## Voorkomen
De eikenbladspin komt in bijna geheel Europa voor, maar wordt naar het noordwesten toe zeldzamer en ontbreekt in Groot-Brittannië, Ierland en Denemarken. De spin komt voor op open, zonnige plekken, vooral op droge grasvlakten, braakland en vochtige weilanden, maar ook op open bosplekken. In de Alpen komt de eikenbladspin tot ongeveer 2500 m hoogte voor.

## Levenswijze
Het web wordt vlak bij de grond tussen vaste planten of graanhalmen gebouwd. Het web wordt met een dicht geweven, wit spinsel overtrokken. De zitplaats met een sleutelvormig spinsel en een naar boven zittende opening bevindt zich op plantendelen meestal vlak bij de bovenste rand van het web. Op droge plantendelen valt de spin erg op, maar ze komt ook voor op grotere bloemen waar ze minder opvalt. De spin laat zich al bij een geringe verstoring op de grond vallen en klimt later langs een draad weer omhoog.
|  |  |

## Systematiek
Daar de morfologie van het geslachtsorgaan duidelijk verschilt van dat van de andere soorten van het geslacht Araneus, werd de soort oorspronkelijk ingedeeld in een eigen geslacht samen met de in de Alpen voorkomende soort Aculepeira carbonaria.